# 艾倫鎮區 (密蘇里州沃思縣)
艾倫鎮區（英語：Allen Township）是位於美國密蘇里州沃思縣的一個行政鎮區。

## 地方資料
艾倫鎮區的面積為121.49平方千米，當中陸地面積為121.44平方千米，而水域面積為0.04平方千米。根據2020年美國人口普查的數據，當地共有人口120人，而人口密度為每平方千米0.99人。